# Свибор
Српско витешко борење је борилачка вештина, заснована на витешким вештинама и вештинама борбе српских устаника, и српској борилачкој традицији. Свибор, удружење грађана које негује те вештине, ради са благословом Српске православне цркве.

## Борилачка вештина
Свибор подразумева тренирање и вештине витешких способности као што су јахање, пливање, верање, вежбања голоруке борбе и борбе неким врстама средњовековног оружја.

## Свибор
Српско витешко борење се активно вежба од средине осамдесетих година 20. века. Први клуб за српске витешке вештине „ВИТЕЗ” основан је 1991. године, а данас постоји више клубова који заједнички чине „СВИБОР савез Србије”. Оснивач и челник СВИБОР-а је Радивоје Радуловић.
„Српски витешки ред СВИБОР” учествовао је и на међународним турнирима широм Европе где је имао запажене резултате. Вежбање се одржава у СВИБОР клубовима и секцијама у спортским центрима, школама, у природи и на Војној академији Војске Србије.
Свибор је усвојио и дванаест традиционалних народних дисциплина, и свакој је доделио назив према неком од јунака из српских епских песама, међу којима су:
- Шипчићево верање, по Владимиру Шипчићу,
- Рељино летење, скакање увис преко мачева или врљика, по Рељи Крилатици,
- Новаково пењање, по „Старини Новаку”,
- Милошево камење, бацање камена с рамена, по Милошу Обилићу,
- Марково топузање, по Марку Краљевићу,
- Облачићево трчање, по Облачићу Раду,
- Радоичино пливање, по „малом Радојици”, и
- Страхињино шчепање, по Бановић Страхињи.

## Традиционалне манифестације
Свибор настоји да обнови традиционалне културно-спортске манифестације као што су:
- Богојављенско пливање за Часни крст (19. јануар),
- Сретењско витешко челичење (15. фебруар),
- Ђурђевдански уранак (6. мај),
- Видовданске витешке игре (28. јун),
- Митровданска хајдучка надметања (8. новембар),
- Духовске витешке игре (50 дана после Ускрса),
- Ходочашће од Београда до манастира Острог,
- Средњовековне турнире и мегдане,
- Свечане празничне Литије, итд.

Такође, Свибор организује и јавне часове вежбања, и приказе у земљи и иностранству, као и велики број такмичења.

### Витешки турнир на Духове
Једна од традиционалних манифестација је и витешки турнир који се сваке године организује у Београду, на Београдској тврђави, на православни празник Духови (50 дана после Ускрса).
На трећем међународном витешком турниру „Свибор – Духови 2007.”, учествовали су, поред витезова из Србије, и витезови из Пољске, Русије, Румуније, Мађарске, Словеније и Републике Српске. Свеукупно више од 300 витезова. Турнир се одржао под благословом Српске православне цркве и покровитељством града Београда.